# Iron Horse (Bluegrassband)
Iron Horse ist eine US-amerikanische Bluegrass-Band aus Alabama, die durch ihre Interpretationen von Titeln bekannter Musikstücke wie der Heavy-Metal-Band Metallica im Bluegrass-Stil bekannt geworden sind.

## Geschichte
Die Band wurde im Jahr 2000 in Muscle Shoals, Alabama, gegründet.
2001 erschien das erste Album Riding Out The Storm. Das traditionellen Bluegrass-Album enthält neben Titel von Lester Flatt, Marshal Warwick, Jake Landers und der Marshall Tucker Band sechs Eigenkompositionen. Für das Tributalbum Strummin’ with the Devil: The Southern Side of Van Halen trug die Band 2006 zwei Songs bei.

## Diskographie

### Alben
- 2001: Ridin’ Out The Storm
- 2003: Fade to Bluegrass: The Bluegrass Tribute to Metallica
- 2004: Black and Bluegrass: A Tribute to Ozzy Osbourne und Black Sabbath
- 2005: Whole Lotta Bluegrass: A Bluegrass-Tribute to Led Zeppelin
- 2006: Fade to Bluegrass Volume II: The Bluegrass Tribute to Metallica
- 2006: Life, Birth, Blue, Grass: A Bluegrass Tribute to Black Label Society
- 2007: The Bluegrass Tribute to Modest Mouse: Something You've Never Heard Before
- 2007: The Bluegrass Tribute to The Shins
- 2007: Take Me Home: The Bluegrass Tribute to Guns N' Roses
- 2007: The Gospel According To Hank Williams
- 2007: The Bluegrass Tribute to Classic Rock (Split-Album mit Corn Bread Red)
- 2008: Small Town Christmas
- 2009: A Boy named Blue: The Bluegrass Tribute to Goo Goo Dolls
- 2010: The Bluegrass Tribute to Kings of Leon
- 2011: Horse & Pen
- 2017: Pickin’ On Nirvana: The Bluegrass Tribute Featuring Iron Horse
- 2018: Classic Bluegrass Vol. 1
- 2020: Classic Bluegrass Vol. 2

### Singles und EPs
- 2010: Reba McEntire
- 2010: The Bluegrass Tribute to Kanye Wests, "Heartless"